# Jahmil X.T. Qubeka
Xolani Thandikaya Qubeka, conocido profesionalmente como Jahmil XT Qubeka, es un director, guionista y productor de cine sudafricano.
Ha trabajado principalmente en películas de acción, crimen y drama que cuentan la historia de la Sudáfrica posterior al apartheid y ha recibido múltiples reconocimientos, incluido el Premio al mejor director en la 15a edición de los Premios de la Academia del Cine Africano por Sew the Winter to My Skin.

## Biografía
Qubeka nació el 26 de marzo de 1979 en una familia Xhosa en lo que solía ser el estado nominalmente independiente de Ciskei. Aunque nació durante la era del apartheid, creció en un barrio negro relativamente elitista y afirmó que "no tiene el peso del apartheid sobre sus hombros". Él describe a su padre como un cinéfilo que veía películas constantemente.
Afirma que Stanley Kubrick y Fritz Lang se encuentran entre sus mayores influencias cinematográficas.
Su película de 2013 Of Good Report fue elegida originalmente para inaugurar el Festival Internacional de Cine de Durban, pero fue prohibida por la Fundación Nacional de Cine y Video de Sudáfrica por contener un romance "poco ético" entre un maestro y su estudiante, considerando que era "pornografía infantil". La decisión fue revocada tras una apelación de los productores de la película. En 2014, Of Good Report ganó el Premio de la Academia del Cine Africano en la categoría Mejor Película.
Ganó el premio al Mejor Director por su thriller de acción Sew the Winter to My Skin en los XV edición de los Premios de la Academia del Cine Africano que se realizaron en Lagos, Nigeria.
Hablando sobre su película Knuckle City de 2019, declaró que esperaba mezclar géneros en sus futuros proyectos cinematográficos y también habló sobre la "masculinidad tóxica" que existe en la cultura sudafricana.
Se unió a la filmación de una serie llamada Blood Psalms, protagonizada por Thando Thabethe, Sello Maake Ka Ncube y Warren Masemola. También se encuentra en la preproducción de otros dos proyectos, ambos dirigidos por él, llamados The White Devil y Iron Mike, basados en un guion escrito por Ward Parry.

## Recepción
Guy Lodge en su reseña para Variety elogió los intentos únicos de Qubeka de contar la historia de Sudáfrica posterior al apartheid en la realización de películas que no se basan únicamente en la segregación racial, sino en la violencia y la sexualidad patriarcal. La adopción de secuencias de imágenes en blanco y negro, en lugar de en color, también se destacó como una adición de unicidad positiva a la película Of Good Report. Resumió su reseña afirmando: "La característica sorprendente pero espeluznante de Jahmil XT Qubeka se desvía salvajemente del obsesivo romance estudiante-maestro al horror espantoso."

## Filmografía
- 2006 : Shogun Khumalo Is Dying! (cortometraje)
- 2010 : A Small Town Called Descent
- 2013 : Of Good Report
- 2018 : Sew the Winter to My Skin
- 2019 : Knuckle City